# Hans Seiler (Maler, 1920)
Hans Seiler (* 11. April 1920 in Eibau; † 30. Oktober 2019 in Perleberg) war ein deutscher Maler und Zeichner. Seine Motive zeigen hauptsächlich Landschaften der Prignitz, wobei er vorrangig in Aquarelltechnik arbeitete, daneben Öl, Acryl, Gouache und Pastell-Techniken einsetzte.

## Leben und Werk
Hans Seiler war das vierte Kind seiner Eltern und stammte aus Eibau in der Oberlausitz. Früh von der Mutter gefördert, absolvierte er später eine 5-jährige Lehre im Kunsthandwerk als Dekorationsmaler und Schriftgestalter.
1941 erlitt er in Russland eine schwere Verwundung, nach der er ein Studium der Dekorativen Malerei an der Akademie für Kunstgewerbe Dresden, u. a. bei Sizzo Stief und Martin Claus. Zum Kriegsende stand er wieder im Dienst und wurde in Küstrin gefangen genommen, wo er im Lager auf den ihn prägenden Brücke-Maler Conrad Felixmüller traf.

„Wir zeichneten alles, was im Lager so vor sich ging, uns auch gegenseitig. Conrad hatte Papier mit ins Lager geschmuggelt, und ich hatte trotz Filzen eine Menge Stifte behalten.“

1945 zog er nach Perleberg zu seiner Frau, wo er als freischaffender Maler und Holzgestalter wirkte. Er besuchte eine Meisterklasse des Künstlerverbandes Schwerin, um dann an der Fachschule für Angewandte Kunst in Berlin sein Studium fortzusetzen, wo er seine Leidenschaft für die Lackmalerei entwickelte. 30 Jahre lang wirkte er als Leiter der AG Bildende Kunst beim Kulturbund.
Nach Ausstellungen in Eibau und Perleberg ging es nach Naumburg und Schwerin, international weiter nach Polen, Russland und Armenien. Die Stadt Perleberg hat aus seinem Werk 112 Aquarelle und über 600 Zeichnungen als Dauerleihgabe in ihr Stadt- und Regionalmuseum übernommen, sowie mehr als 600 Zeichnungen und Skizzen von Perleberger und Prignitzer Motiven. Sein Aquarell In der Lenzer Wische ist in der Kunstsammlung des rbb (Rundfunk Berlin-Brandenburg) zu finden.